# Quercus xalapensis
Quercus xalapensis — вид рослин з родини букових (Fagaceae); поширений у Центральній Америці від півдня і сходу Мексики до Нікарагуа.

## Опис
Це листопадне дерево заввишки 3–20(25) м. Стовбур до 45–150 см в діаметрі. Кора шорстка, темно-сіра, товста. Гілочки без волосся або першого року злегка запушені, темно-червоно-коричневі, стають сірими, з непомітними білими піднятими сочевицями. Листки більш-менш широко овальні, ланцетні, рідко еліптичні або довгасті, напівшкірясті, 7–16 × 2.5–6 см; основа тупа, округла, іноді усічена або субсерцеподібна; верхівка гостра або загострена; край плоский,  зубчастий від основи до верхівки (5–10 пар зубів); верх зелений, блискучий, голий або з деякими короткими, зірчастими, трихомами біля основи серединної жилки; низ світло-зелений, безволосий або з волосками; ніжка 1–4 см, гола або з деякими зірчастими трихомами. Тичинкові сережки довжиною 4–9 см, містять не менше 30 квіток; маточкові — дуже короткі, 1–3-квіткові. Жолуді дворічні, поодинокі або парні, на ніжці 0.2–0.3 см; горіх від яйцюватого до кулястого, 1–1.5 × 1.1–1.4 см; чашечка вкриває від 1/3 до 1/2 горіха.
Період цвітіння: лютий — квітень. Період плодоношення: вересень.

## Середовище проживання
Країни поширення: Гватемала, Гондурас, південна і східна Мексика, Нікарагуа.
Росте в дубових, ялицевих і хмарних лісах; на висотах 1070–2000 м. Цей вид не тіньовитривалий; він добре росте на відкритих ділянках.

## Використання
Цей вид має значення як паливна деревина, будівельні матеріали та у ремеслах.

## Загрози
Хмарні ліси зменшились через вирубки, фрагментації та деградації, а хмарні ліси в східному регіоні Мексики зазнали 90% втрат. Іншою основною загрозою для Q. xalapensis є зміна клімату.